# Dégradation de l'Arc de triomphe le 1er décembre 2018
La dégradation de l'Arc de triomphe de l'Étoile le 1er décembre 2018 s'est effectuée lors de l'« acte III » des Gilets jaunes à Paris. L'Arc de triomphe de l'Étoile investi par des manifestants a subi des dégradations importantes. Le ministre de la Culture, Franck Riester, avance un coût global de remise en état à hauteur de 1,2 million d'euros. Lors du procès de mars 2021, huit manifestants sont reconnus coupables d’avoir pénétré par effraction dans l'Arc de Triomphe et dégradé celui-ci. Ils sont condamnés à des peines modestes, les principaux auteurs des faits n’ayant pas pu être identifiés.

## Contexte
À Paris, le 1er décembre 2018, les premiers incidents se produisent sur l'avenue des Champs-Élysées en début de matinée. Les différentes composantes du mouvement des Gilets jaunes y sont en concurrence pour s'imposer dans la bataille médiatique et sur les réseaux sociaux. Les forces de l'ordre, dispersées, sont rapidement débordées pour ne pas s'être fixé comme objectifs principaux la protection des « lieux de pouvoir » et le bas de l'avenue des Champs-Élysées.

## Historique

### Lutte d'influence autour de l'Arc de triomphe
Les premières échauffourées sur la place Charles-de-Gaulle commencent dans la matinée. Les engins lanceurs d'eau entrent en action dès 9 heures aux abords de la place. Un policier est notamment roué de coup par certains manifestants. Un gendarme est grièvement blessé par des bombes agricoles. Les forces de police se limitent sur le site à deux compagnies, débordés, ils décident de se replier et pourront reprendre le contrôle des lieux uniquement en fin d'après midi,.
Un groupe de l'extrême droite s'approche du monument puisque le palais de l'Élysée et l'Assemblée nationale sont hors d'atteinte. L'ensemble du quartier se couvrent de graffitis « GUD », « ACAB » ou encore « les Zouaves viennent sortir du zoo ». Le groupuscule les Zouaves Paris déploie une banderole :  « Le peuple aux abois, tuons le bourgeois ». D'autres manifestants issus de « collectifs nationalistes dits identitaires » rejoignent à leur tour la place Charles-de-Gaulle et entourent la tombe du Soldat inconnu pour la protéger. Cette action, filmée par les téléphones portables, est massivement relayée sur les réseaux sociaux et reprise en particulier par les militants du Rassemblement national et de Debout la France,.  
Puis des militants de l'ultragauche, des anarchistes, des autonomes et des Gilets jaunes sans appartenance politique rejoignent la place de l'Étoile et décident de s'attaquer à l'Arc de triomphe de l'Étoile.

### Dégradation du monument et des œuvres d'art

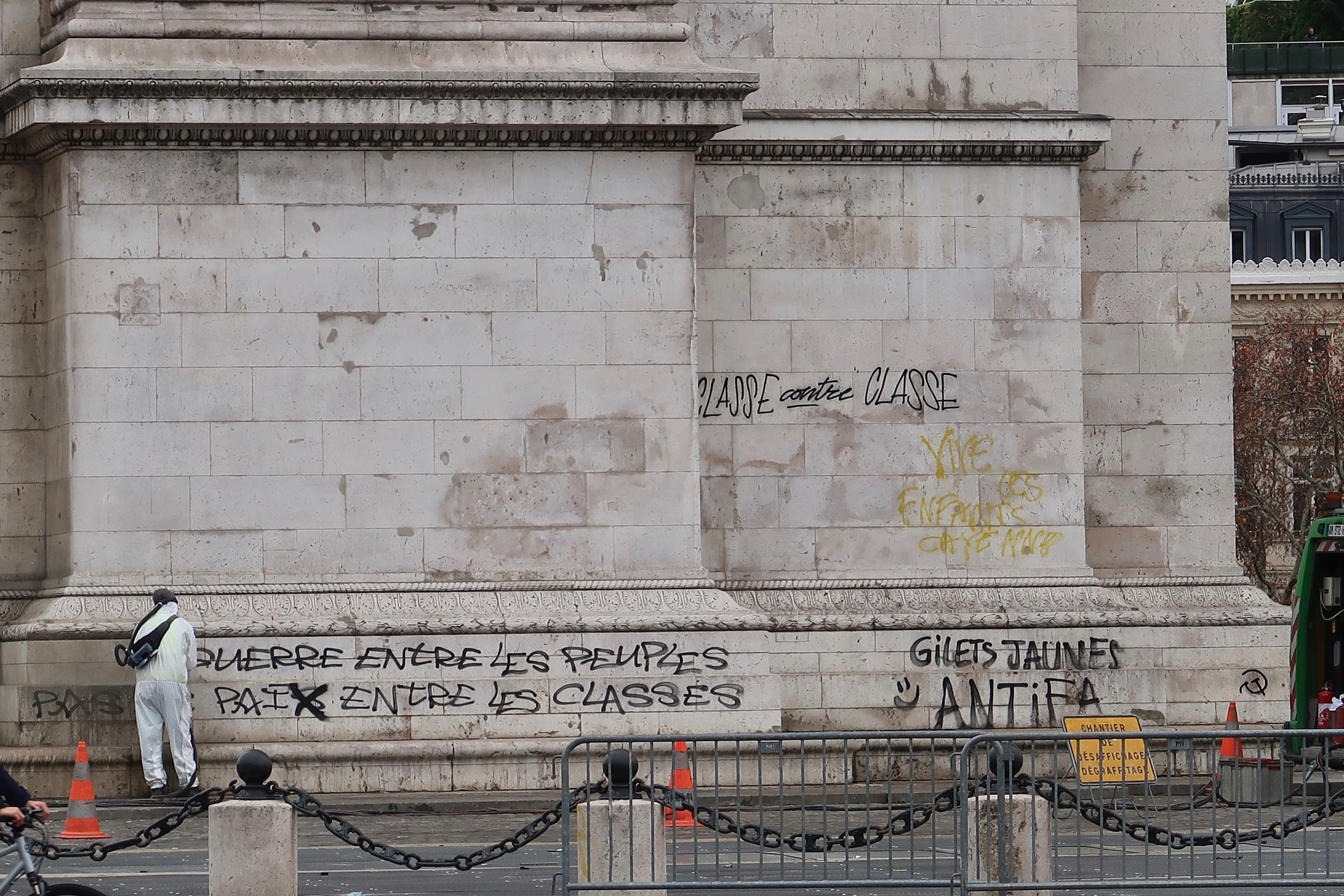
Graffitis de l'ultragauche.

Plusieurs manifestants dégradent les murs extérieurs de l'Arc de triomphe notamment avec des graffitis. L'historien Sylvain Boulouque y relève les marques de l'ultragauche par les tags « Vive le vent, vive le vent, vive le vandalisme » ou « Pas de guerre entre les peuples, pas de paix entre les classes », puis viennent des graffitis plus communs comme « Augmenter le RSA » ou « Macron démission ».
Vers 16 heures, les manifestants réussissent à pénétrer à l'intérieur du monument. Ils y saccagent la boutique de souvenirs et des œuvres d'art présentes dans le monument. Le tableau L'Apothéose de Victor Hugo du peintre Guillaume Dubufe est lacéré mais la vitre blindée qui le protégeait en a limité l'importance. Le moulage en plâtre de la tête du Départ des volontaires de 1792 également appelé le Génie de la Patrie ou La Marseillaise, du sculpteur François Rude est dégradé. La maquette en plâtre de l'Arc de Triomphe réalisée en 1938 par l’architecte Georges Chedanne, est jetée à terre et cassée en plusieurs morceaux. Une copie de la première moitié du XIXe siècle d'un buste en marbre de Napoléon d’Antoine Chaudet est cassée au niveau du cou. Enfin le buste du roi Louis-Philippe, de l’école française du XIXe par un auteur anonyme, est tagué sur les yeux,. 
Par ailleurs, l’ascenseur qui permet aux personnes handicapées d'accéder aux étages est détruit.
Philippe Bélaval, président du Centre des monuments nationaux, indique que les auteurs du vandalisme ont visé un « monument symbolique », témoin de l'Histoire de la France. Ils ont ainsi dégradé l'« image de la France et de la République ». Philippe Bélaval décide une réouverture rapide du monument national, soit le 12 décembre, dès que les conditions de sécurité du public ont été de nouveau assurées : « Cette réouverture on la fait vraiment sous le signe d’une réponse au vandalisme, sous le signe de la supériorité de la culture sur la violence ». Le préfet de police, Michel Delpuech, indique qu'« il y a eu un degré de violence inouï qui visait les symboles – l’Arc de Triomphe, l’Élysée, les forces de l’ordre – et les biens – les belles voitures, les banques, les beaux quartiers. Pour les Gilets jaunes, Paris est un double symbole, celui du pouvoir et celui de la richesse ».
Cinq mois après ces dégradations, l'Arc de triomphe et ses œuvres d'art sont totalement restaurés. Lors d'une visite de celui-ci, le 3 mai 2019, le ministre de la culture, Franck Riester avance un coût global de 1,2 million d'euros de dépense. La secrétaire d'État auprès de la ministre des Armées, Geneviève Darrieussecq, remercie les associations d’anciens combattants de leur participation aux travaux de remise en état.

### Procès
En mars 2021, à l'issue de plus de deux ans d'enquête, neuf manifestants, sept hommes et deux femmes, sont jugés par le tribunal correctionnel de Paris. Le Centre des monuments nationaux et l’association Halte au pillage du patrimoine archéologique et historique se sont portées parties civiles. Mais pour la présidente de la 15e chambre du tribunal correctionnel de Paris, les principaux responsables des dégradations sont absents du procès : « Force est de constater que les instigateurs, voire les principaux auteurs des faits, n’ont pu être identifiés », malgré l'arrestation de 400 manifestants à la suite du saccage de l'Arc de Triomphe. 
Huit prévenus sont reconnus coupables d’avoir pénétré par effraction dans l'Arc de triomphe. Ils sont condamnés à de la prison avec sursis ou à un travail d’intérêt général ainsi qu’à des faibles amendes. Un ancien légionnaire de 43 ans, proche de l'« ultradroite », soupçonné d’avoir tagué les murs du monument, est relaxé.

## Analyse
Pour l'historien Sylvain Boulouque, l'Arc de triomphe est une cible politique de l'ultragauche. Il est le symbole d'un Napoléon Ier « fossoyeur » de la Révolution française et « boucher » des guerres napoléoniennes.

## Galerie de photographies

Saccage de l'Arc de Triomphe
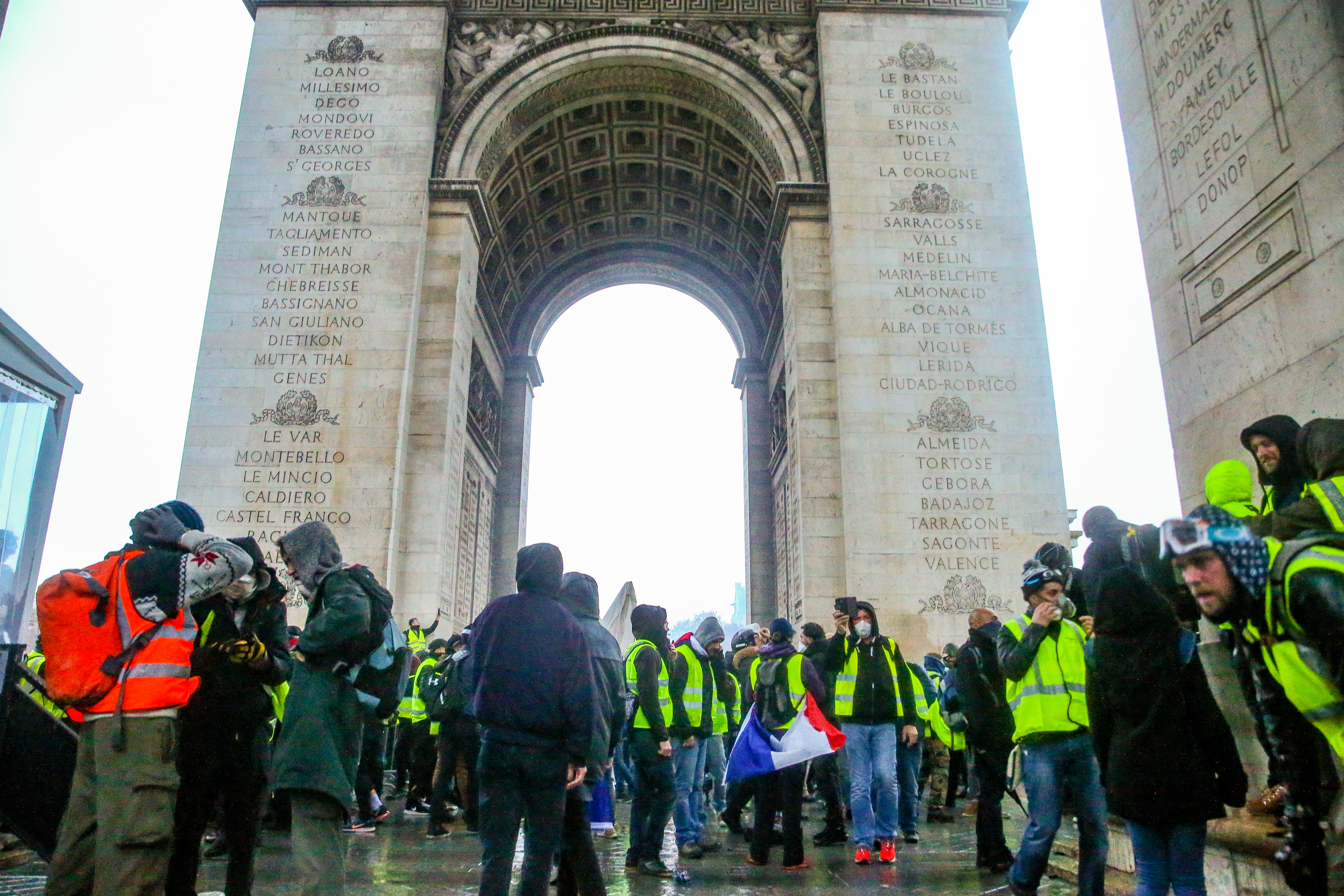
Plusieurs centaines de manifestants au pied de l’Arc de Triomphe dans l'après-midi du 1er décembre 2018.
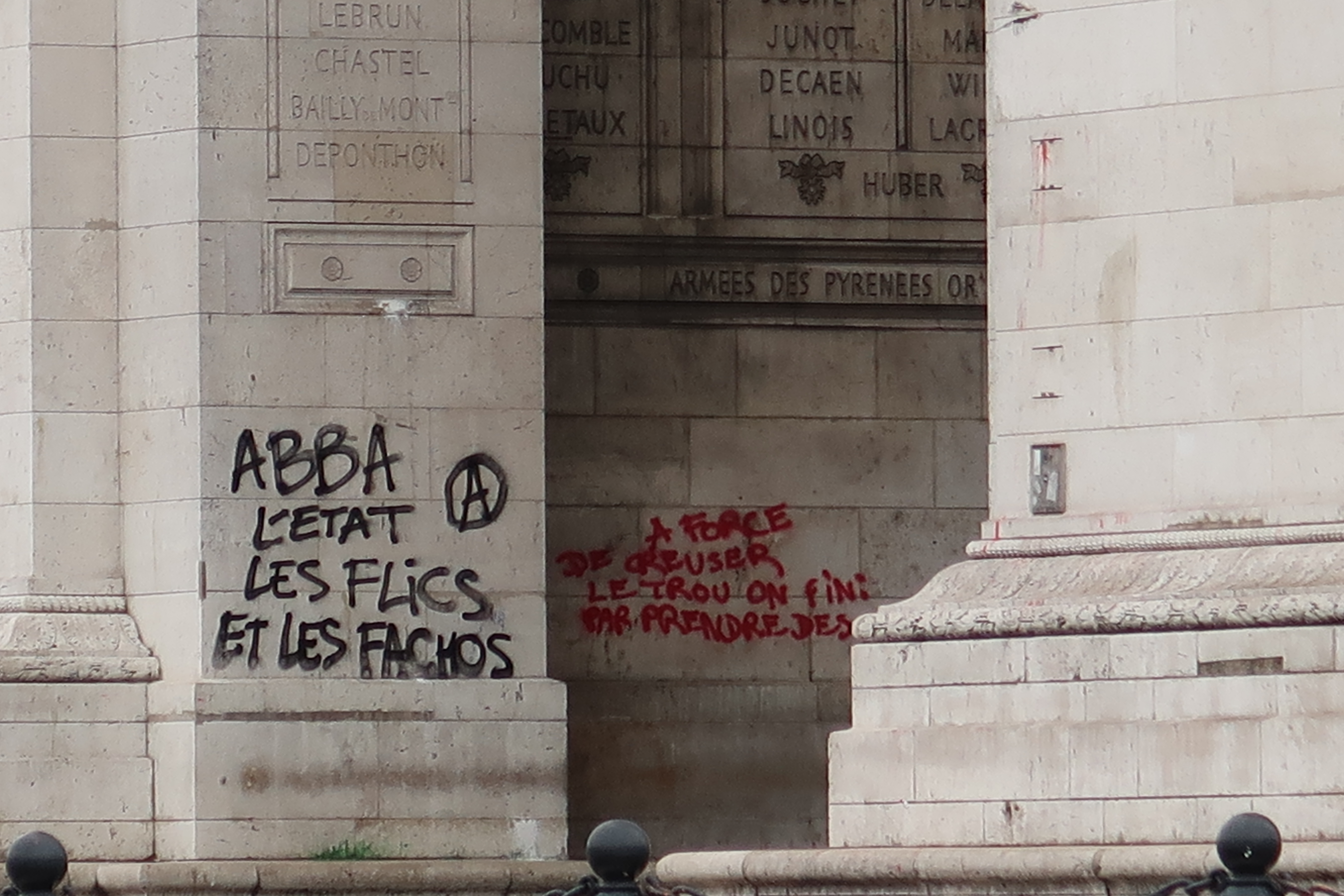
Tags anarchistes sur les murs de l’Arc de Triomphe.
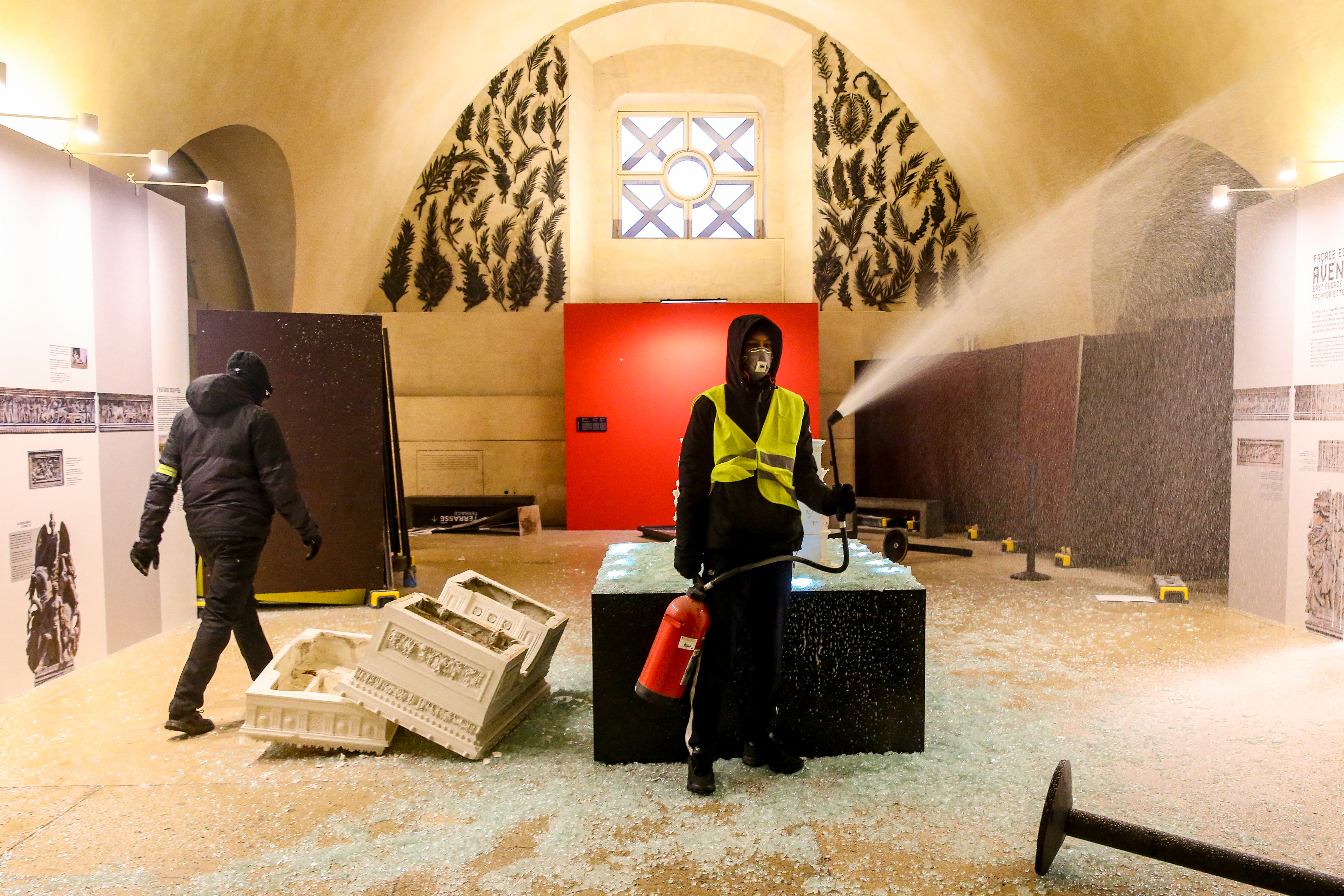
La maquette en plâtre de l'Arc de Triomphe abîmée dans la salle d'exposition du musée.
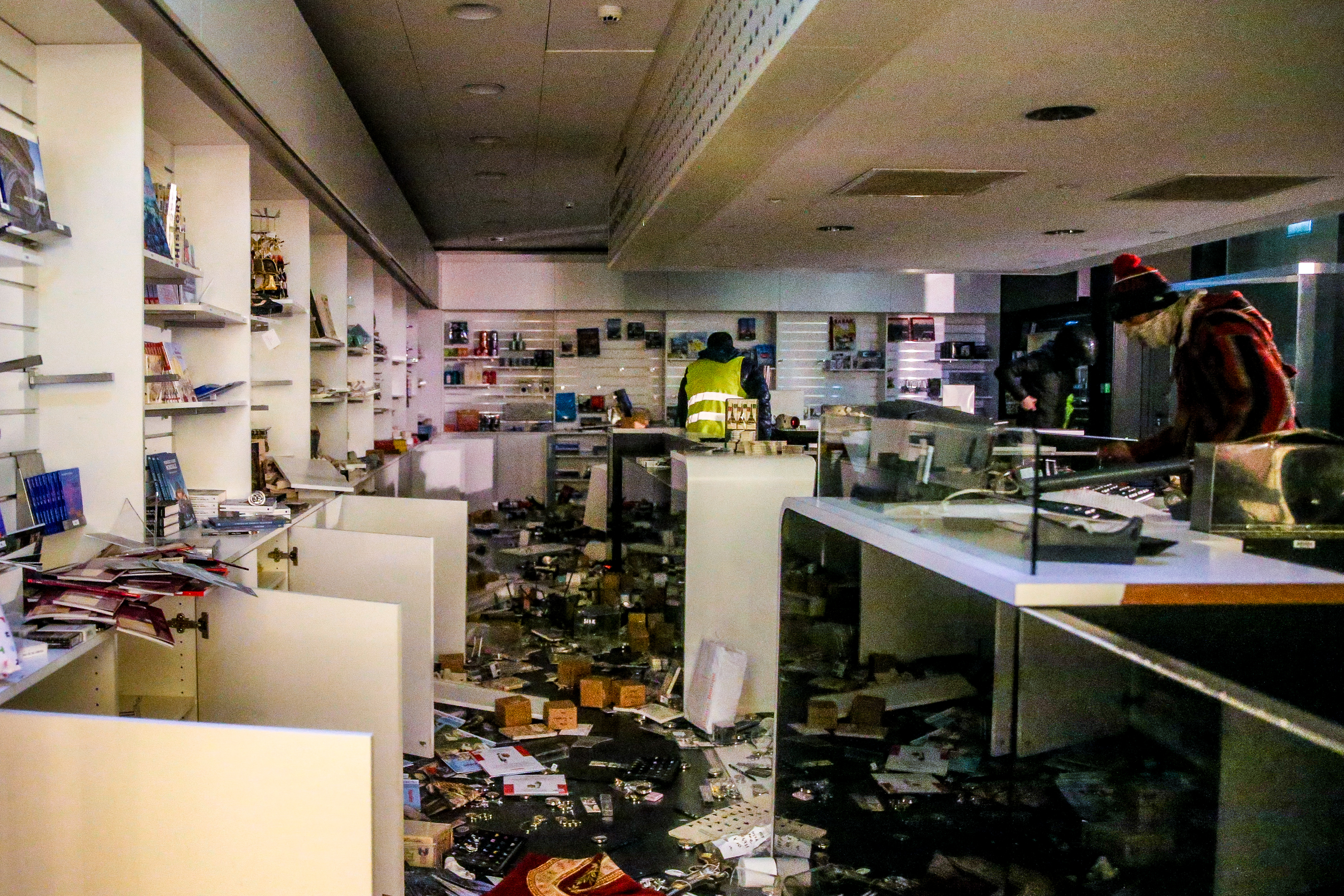
La boutique de souvenirs à l'intérieur de l'Arc de Triomphe saccagée par des manifestants.